# Drabbelkoek

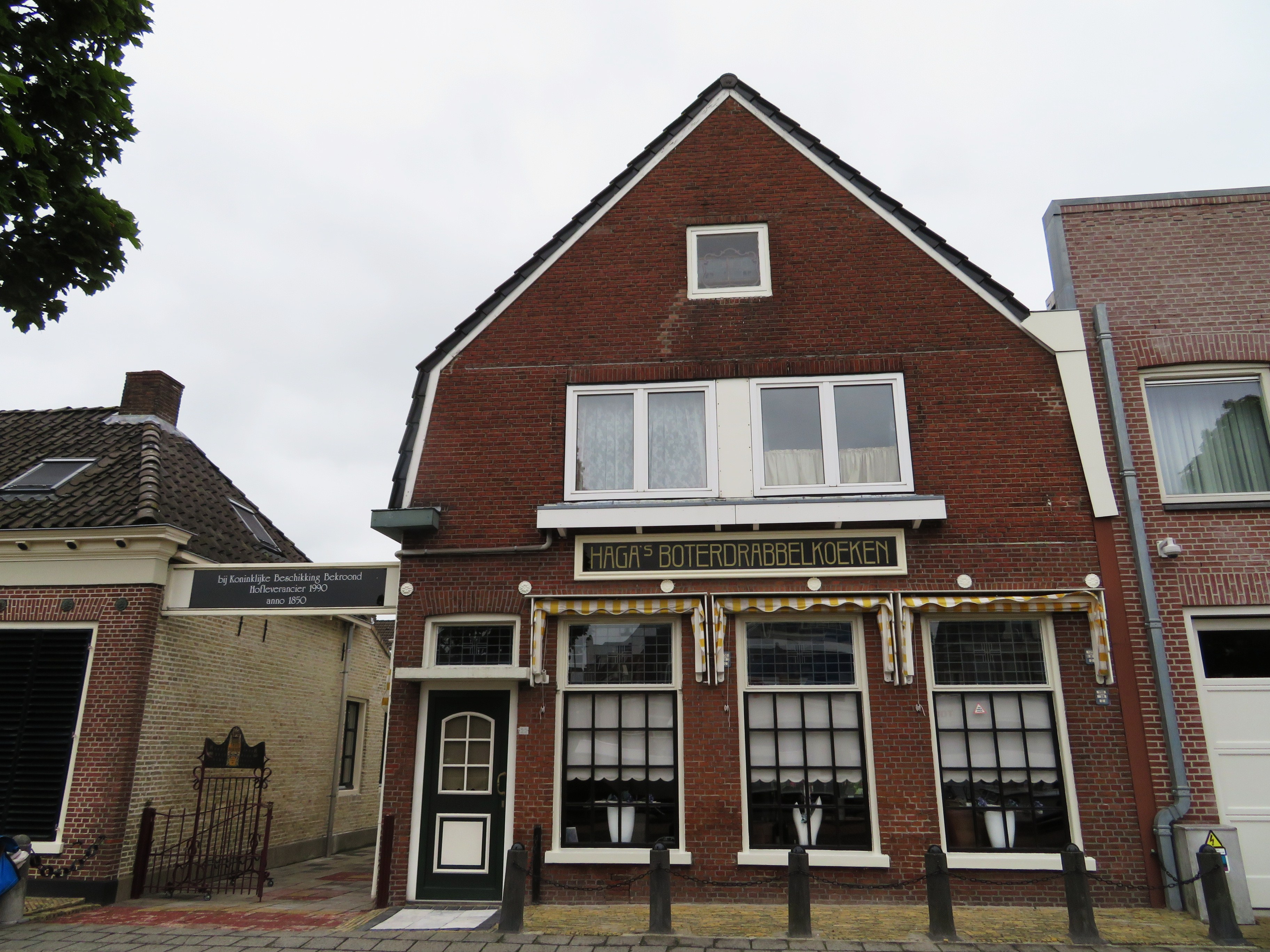
Výrobna společnosti Haga ve městě Sneek

Drabbelkoek je kulaté smažené pečivo, které je známou specialitou fríského města Sneek. Ve Frísku se připravuje asi od roku 1700.
Řidší těsto se vytvoří z pšeničné mouky, másla, mléka a cukru. Někdy je přidávána také mouka pohanková. Dále může být přidáno vejce, trocha soli a skořice. Těsto je pak po částech naléváno do kónického cedníku se čtyřmi dírkami, přes které protékají pramínky těsta do nádobky s rozpáleným máslem, kde se těsto smaží. S cedníkem se pohybuje sem a tam, aby pramínky těsta nestékaly pořád na stejné místo, ale rovnoměrně se rozprostíraly v nádobce s rozpáleným máslem. Když je těsto usmažené (má zlatohnědou barvu viz horní foto), vyjme se z nádobky a nechá se z něj řádně okapat máslo. Například, na obráceném kovovém sítku nebo v misce s ubrouskem, čímž také získá lehce vypouklý tvar, který je typický. 
Firma Haga vyrábí toto pečivo ve městě Sneek, a to od roku 1850. Zboží prodává v kovových lakovaných plechovkách s obrázkem sneekské vodní brány postavené z kamene a cihel roku 1492, jako součást městských hradeb oddělujících město a přístav. 
Drabbelkoek je vyráběn a prodáván také v muzejní vesničce Allingawier. 